# Comuna Pidlissea, Jovkva
Pidlissea (în ucraineană Підлісся) este o comună în raionul Jovkva, regiunea Liov, Ucraina, formată din satele Dumîci, Pidlissea (reședința) și Zubeikî.

## Demografie
Componența lingvistică a comunei Pidlissea
     Ucraineană (100%)
Conform recensământului din 2001, toată populația comunei Pidlissea era vorbitoare de ucraineană (100%).